# Georg Wilhelm Richmann

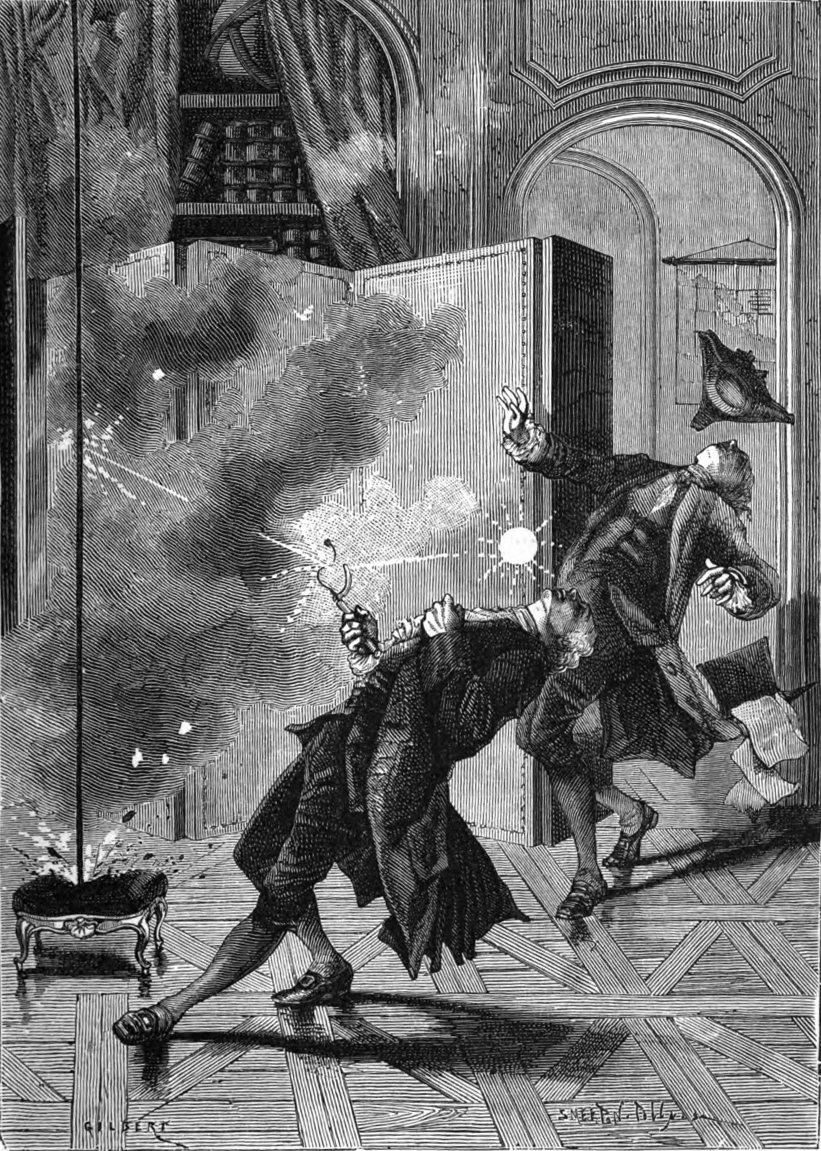
Tod Richmanns im Beisein seines Assistenten (der den Vorfall überlebte), als seine Apparatur während eines ihrer gewitterelektrischen Versuche in Sankt Petersburg vom Blitz getroffen wird. Das Bild zeigt eine dramatisierte Darstellung dieses Vorfalls aus dem 19. Jahrhundert.

Georg Wilhelm Richmann (* 11. Julijul. / 22. Juli 1711greg. in Pernau (heute Pärnu, Estland); † 26. Julijul. / 6. August 1753greg. in Sankt Petersburg) war ein deutschbaltischer Physiker.

## Karriere
Richmann studierte Mathematik und Physik an den Universitäten Halle und Jena bei Georg Erhard Hamberger, bevor er 1735 nach Sankt Petersburg ging, wo er Erzieher der Söhne von Graf Ostermann war. 1741 wurde er an der dortigen Akademie der Wissenschaften außerordentlicher Professor für Physik und 1745 ordentlicher Professor als Nachfolger von Georg Wolfgang Krafft. Außerdem wurde er Direktor ihres Physikalischen Labors.
Richmann erforschte Naturgesetze, die in der Kältetechnik Anwendung fanden. Die von ihm experimentell gefundene Mischungsregel wurde zum Ausgangspunkt für die spätere Entdeckung der spezifischen und der latenten Wärme. Angeregt durch Benjamin Franklin erforschte er gemeinsam mit Michail Lomonossow die Ursachen der Reibungselektrizität. Richmann entwickelte ein Elektrometer, mit dem er feststellte, dass die von einem geladenen Körper ausgehende Kraftwirkung nicht nur von dessen Masse, sondern auch von dessen Form abhängt. Er untersuchte die elektrische Aufladung der Atmosphäre vor und während eines Gewitters mit Hilfe einer an seinem Haus installierten Eisenstange, an deren Ende ein Elektrometer installiert war. Als er während eines Gewitters am 26. Juli 1753 das Gerät ablesen wollte, schlug der Blitz in die Eisenstange ein und tötete ihn. Der Vorfall erregte in Europa großes Aufsehen und bestärkte die Gegner der Blitzableiter in ihrer Überzeugung von der Gefährlichkeit der neuen Technik.